# Rocca Grimalda
Rocca Grimalda (piemontesisch la Ròca Grimàuda bzw. lokal ra Ròca, ligurisch a Roca) ist eine Gemeinde in der italienischen Provinz Alessandria (AL), Region Piemont.

## Lage und Einwohner
Die Gemeinde Rocca Grimalda liegt knapp 30 km südlich von der Provinzhauptstadt Alessandria entfernt auf einer Höhe von 273 m über dem Meeresspiegel an der Orba. Das Gemeindegebiet umfasst eine Fläche von 15,64 km² und hat 1370 (Stand 31. Dezember 2024) Einwohner. Zur Gemeinde zählt auch die Fraktion San Giacomo.
Die Nachbargemeinden sind Capriata d’Orba, Carpeneto, Ovada, Predosa, Silvano d’Orba und Trisobbio.

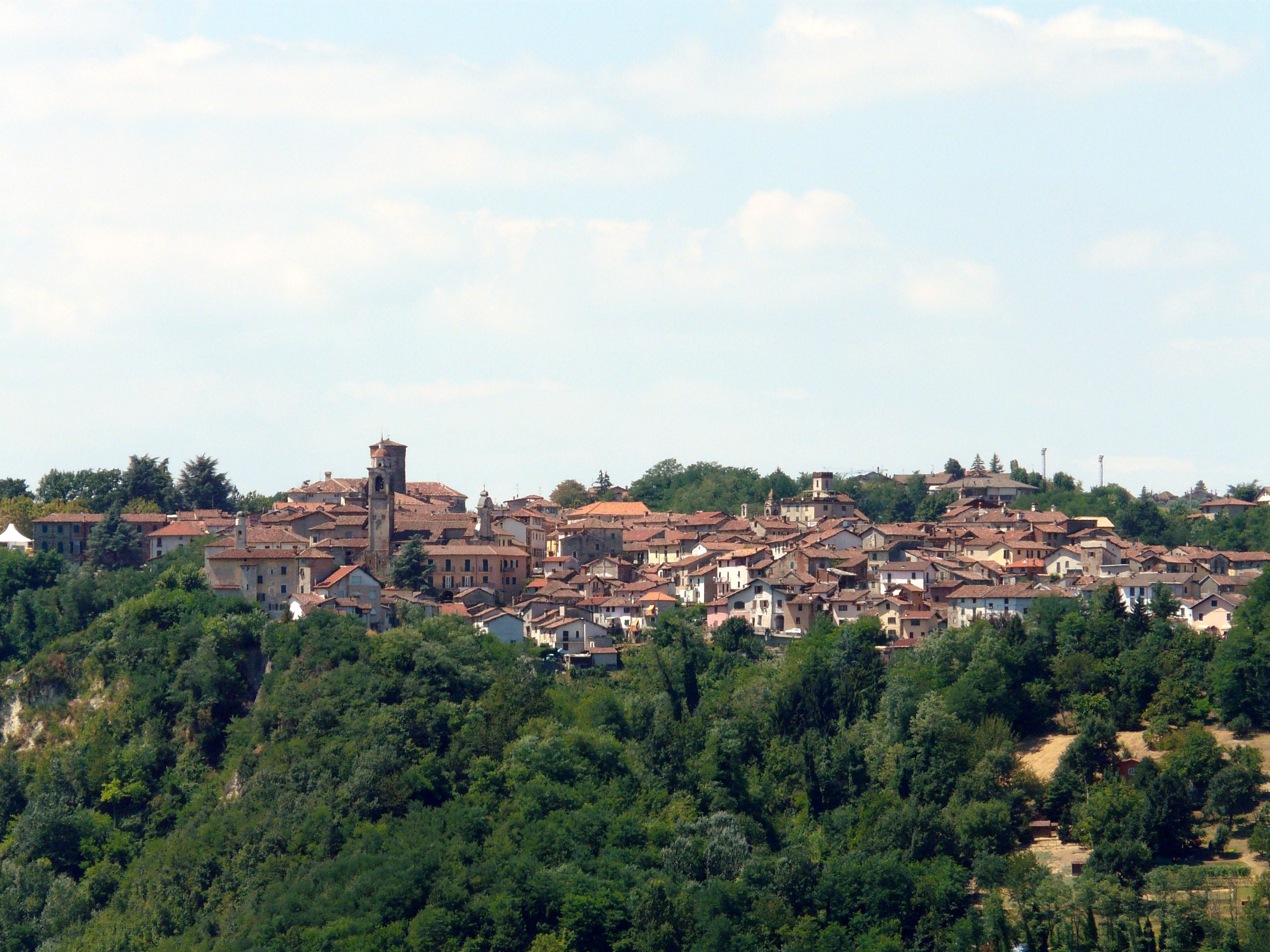
Panorama

### Verkehrsanbindung
Die Gemeinde Rocca Grimalda hat zwei Bahnhöfe. Der unter dem Namen Roccagrimalda und einer im Weiler (Fraktion) San Giacomo. Sie liegen beide an der Bahnstrecke Alessandria-Ovada. Seit dem 17. Juni 2012 ist der Personenverkehr jedoch auf der Strecke eingestellt, weshalb die Bahnhöfe zurzeit außer Betrieb sind. Die Strecke wird jedoch weiterhin von Güterzügen genutzt.
Die Autostrada A26 verläuft direkt an der Gemeinde vorbei. Die nächste Ein- und Ausfahrt ist in Ovada. Im weiteren verlaufen die Strada statale SS 185 und SS 150 an der Gemeinde vorbei.

## Geschichte

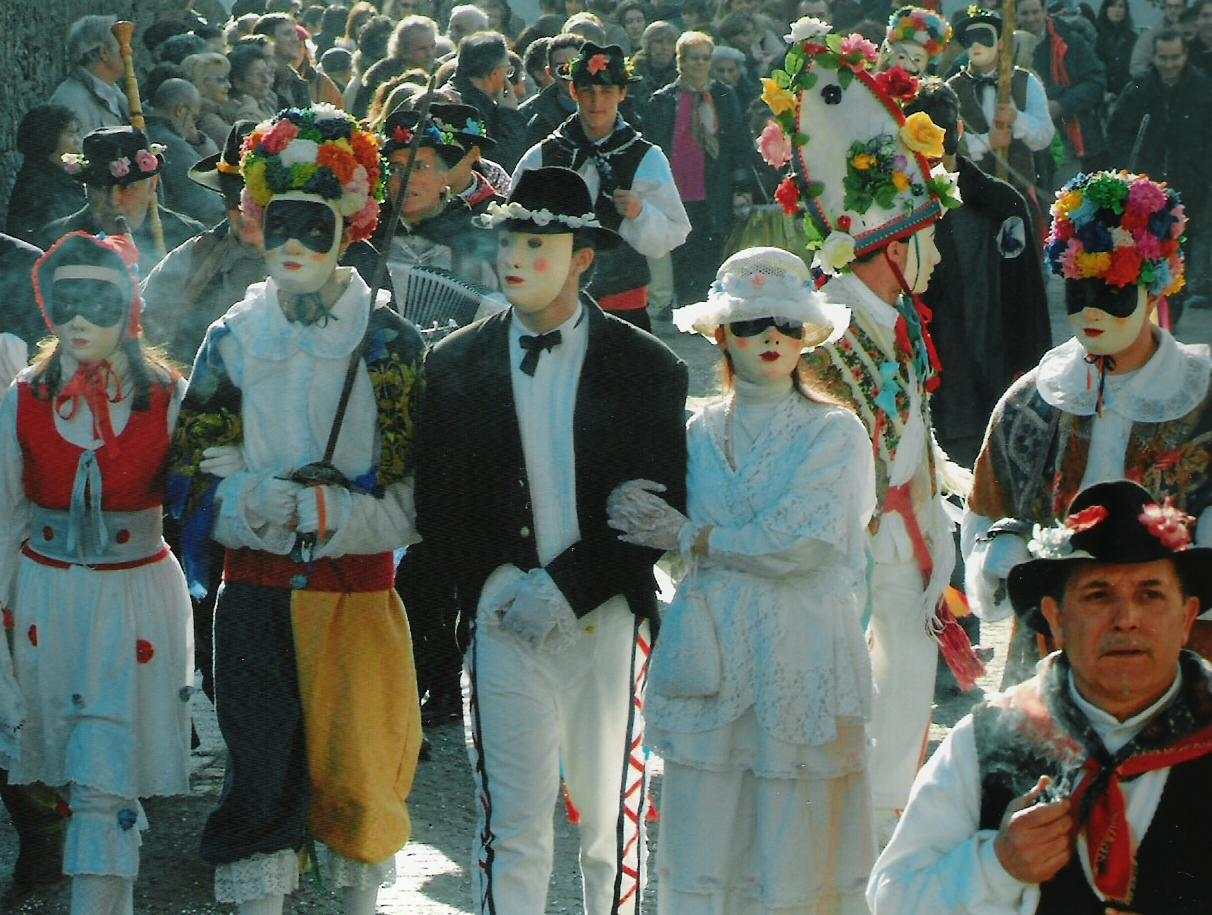
Die Lachera

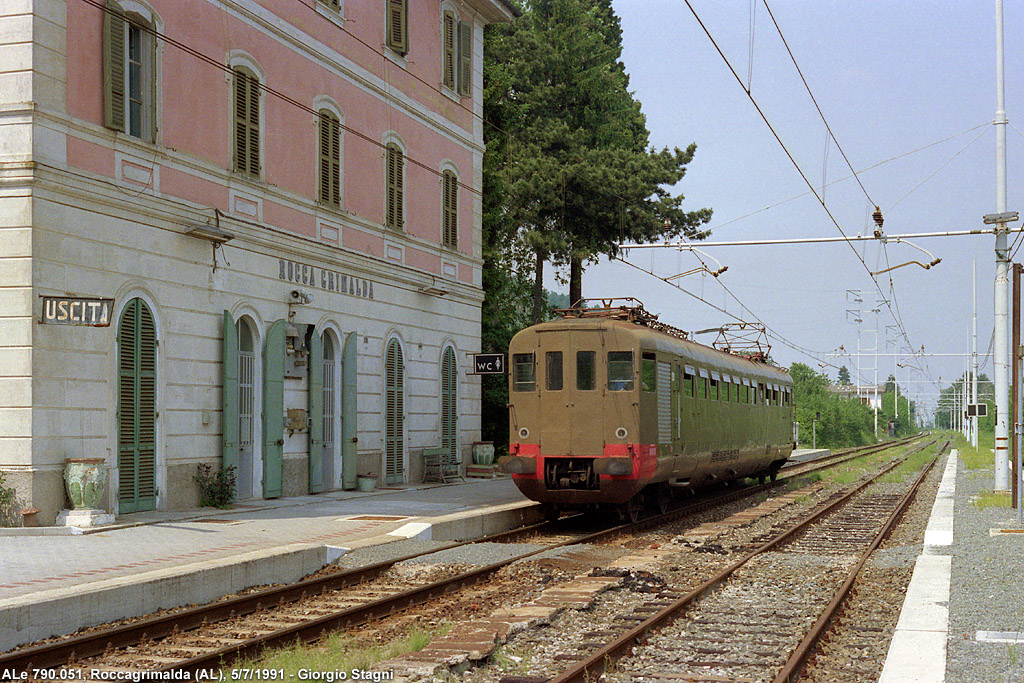
Der Bahnhof San Giacomo

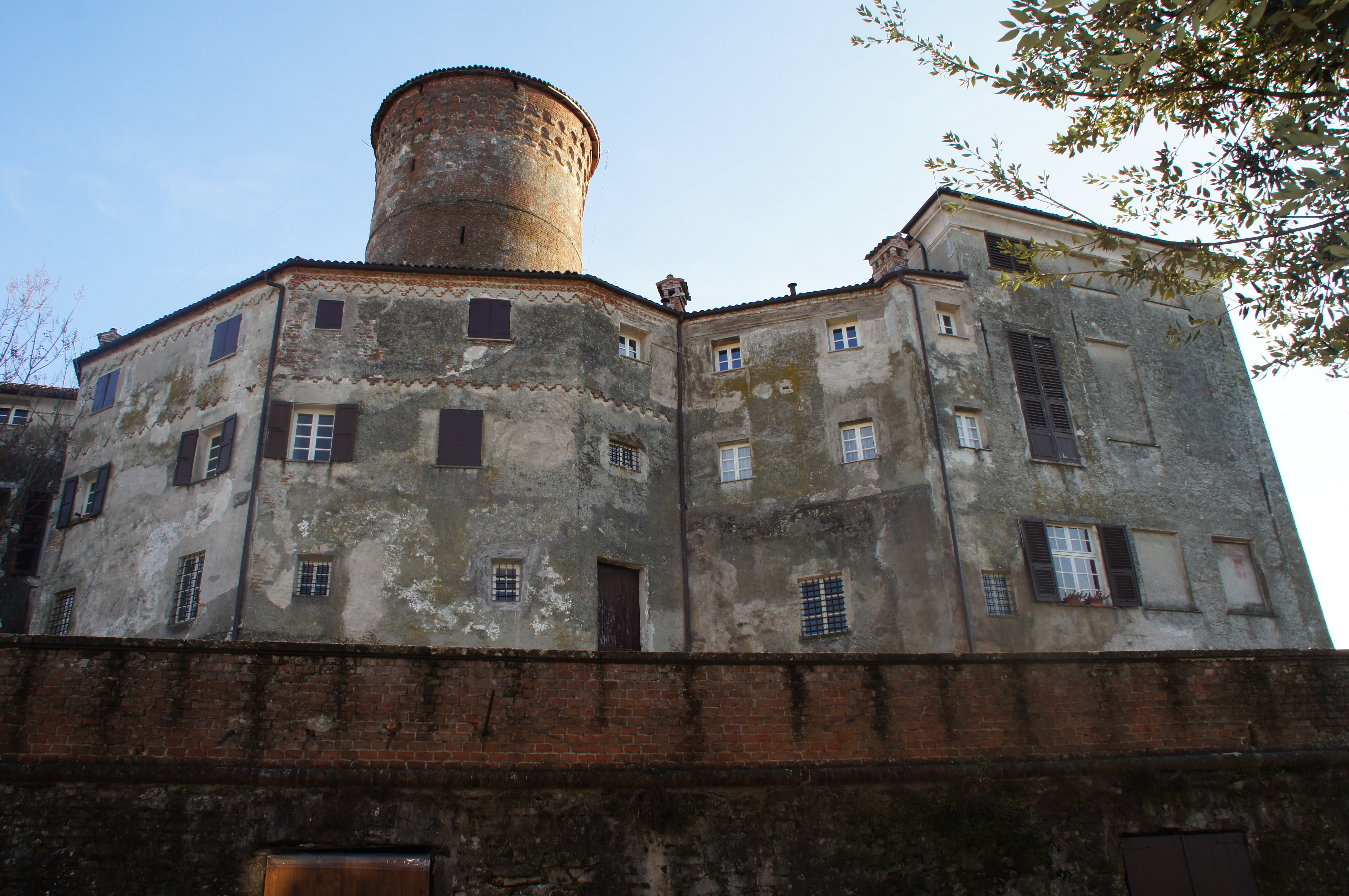
Das Schloss Malaspina-Grimaldi mit dem markanten Rundturm

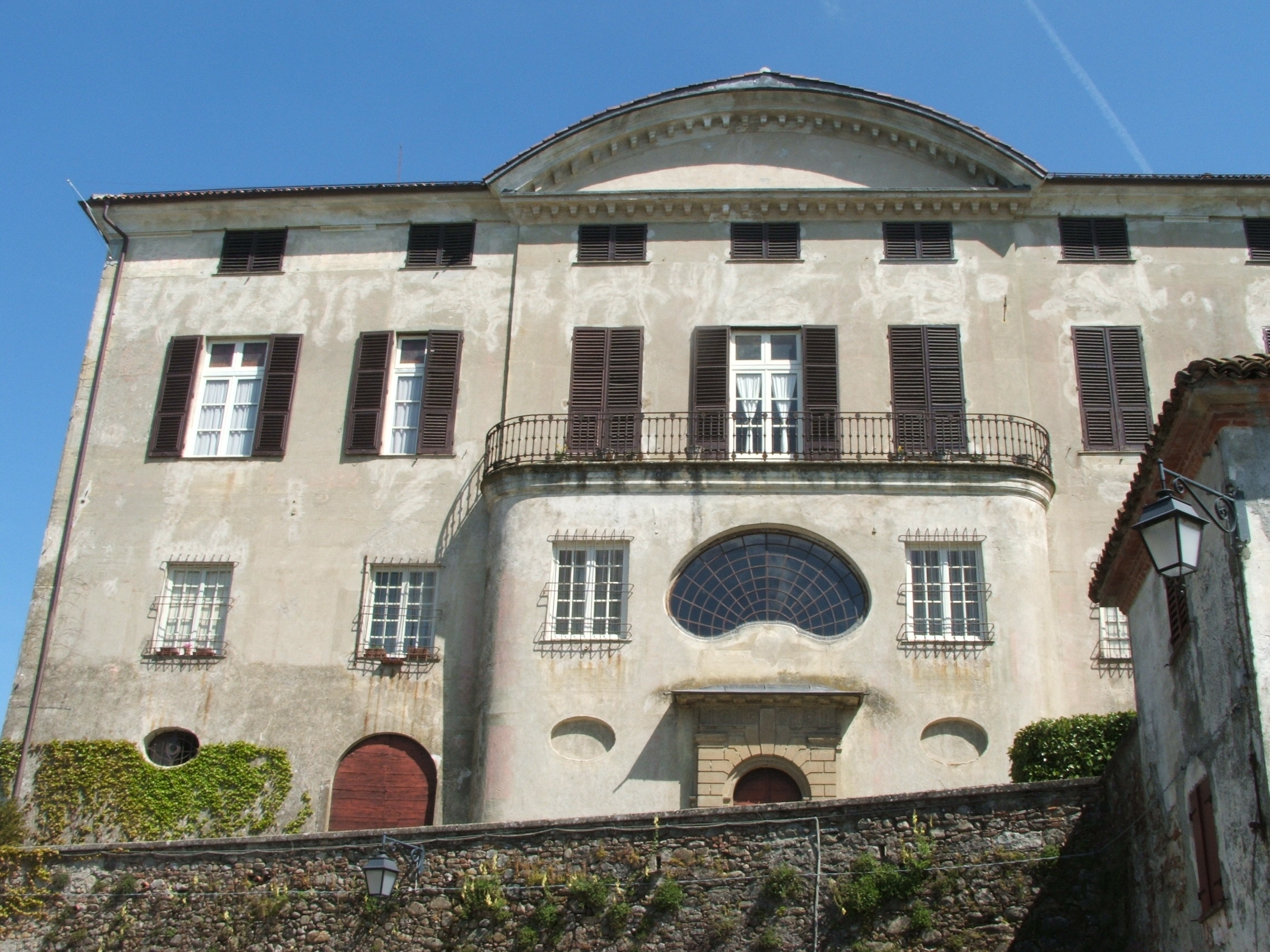
Das Schloss Malaspina-Grimaldi

Erstmals im 10. Jahrhundert erwähnt als Teil der Markgrafschaft der Aleramiden, wurde der Ort dem Kloster San Quintino in Spigno Monferrato als Ausstattung übergeben. 1164 wurde er der Markgrafschaft Montferrat abgetreten, im 13. Jahrhundert kam er als Pfand an die Markgrafen von Gavi.
Nachdem er zum Zankobjekt zwischen Montferrat und Alessandria geworden war, eroberte ihn die Republik Genua und vergab ihn als Lehen an die Familie Malaspina. Als strategische Festung im Tal des Flusses Orba blieb er zwischen Genua, Montferrat und Mailand umstritten. 1355 übernahmen ihn erneut die Markgrafen von Montferrat, Filippo Maria Visconti aus Mailand besetzte ihn und übergab ihn 1444 an Galeazzo Trotti. Im Lauf der Zeit führte er verschiedene Namen wie „Rocca Val d’Orba“ und „Rocca De Trotti“. Die Hügel in der Umgebung blieben bis ins 18. Jahrhundert dicht bewaldet und taten dem Räuberwesen Vorschub.
Die Trotti verkauften das Lehen 1570 an den Genueser Patrizier Battista Grimaldi, dessen Familie die Burg bis ins 19. Jahrhundert behielt. 1650 wurden die Stadtmauern von der französischen Armee zerstört. Im 18. Jahrhundert befand es sich zunächst im Zentrum des Österreichischen Erbfolgekrieges und dann im Einflussbereich des Königreichs Sardinien.
Die Lachera ist der traditionelle Karneval von Rocca Grimalda, eine Reihe von Tänzen, Riten und Theateraufführungen. Sein Ursprung lässt sich auf den Aufstand der örtlichen Bevölkerung gegen den Stadtherrn zurückführen. Die Lachera-Kostüme sind im Maskenmuseum von Rocca Grimalda zu sehen. Es wurde am 9. September 2000 auf Initiative einer Gruppe von Wissenschaftlern des Ethno-Anthropologischen Labors ins Leben gerufen, das seit 1996 in der Region tätig ist.

## Sehenswürdigkeiten
- Das Schloss Malaspina. Der Bau entwickelte sich im Laufe der Jahrhunderte rund um den majestätischen fünfstöckigen Rundturm, der zwischen dem Ende des 12. und dem Anfang des 13. Jahrhunderts entstand. Im Schloss kann heute übernachtet werden.[3]
- Die im Trompe-l’œil-Stil ausgemalte Schlosskapelle, die heute für Hochzeiten zur Verfügung steht, stammt vom Ende des 18. Jahrhunderts.
- Die Pfarrkirche San Giacomo Maggiore, romanischen Ursprungs, deren antike Fassade noch erhalten ist.
- Die Kirche Santa Limbania, die vor langer Zeit als Zentrum der Andacht erbaut wurde.

## Kulinarische Spezialitäten
In Rocca Grimalda werden Reben des Dolcetto für den Dolcetto d’Ovada, einen Rotwein mit DOC Status angebaut. Die Beeren der Rebsorten Spätburgunder und/oder Chardonnay dürfen zum Schaumwein Alta Langa verarbeitet werden. Der Barbera dient der Herstellung des Barbera del Monferrato.
Die Preibuiera (manchmal auch als Perbureira bezeichnet) ist ein typisches Gericht aus Rocca Grimalda. Sie ist eine Suppe mit Lasagne, Bohnen, Knoblauch und weiteren streng geheim gehaltenen Zutaten. Das ihr im August gewidmete Festival wird schon seit 1978 veranstaltet.

## Persönlichkeiten
- Fausto Paravidino (* 15. Juni 1976 in Genua) ist italienischer Autor, Regisseur und Filmschauspieler. Er ist in Rocca Grimalda aufgewachsen. Sein Film Texas von 2005 spielt in der Gemeinde.[5]